# Восстановление Чечено-Ингушской АССР

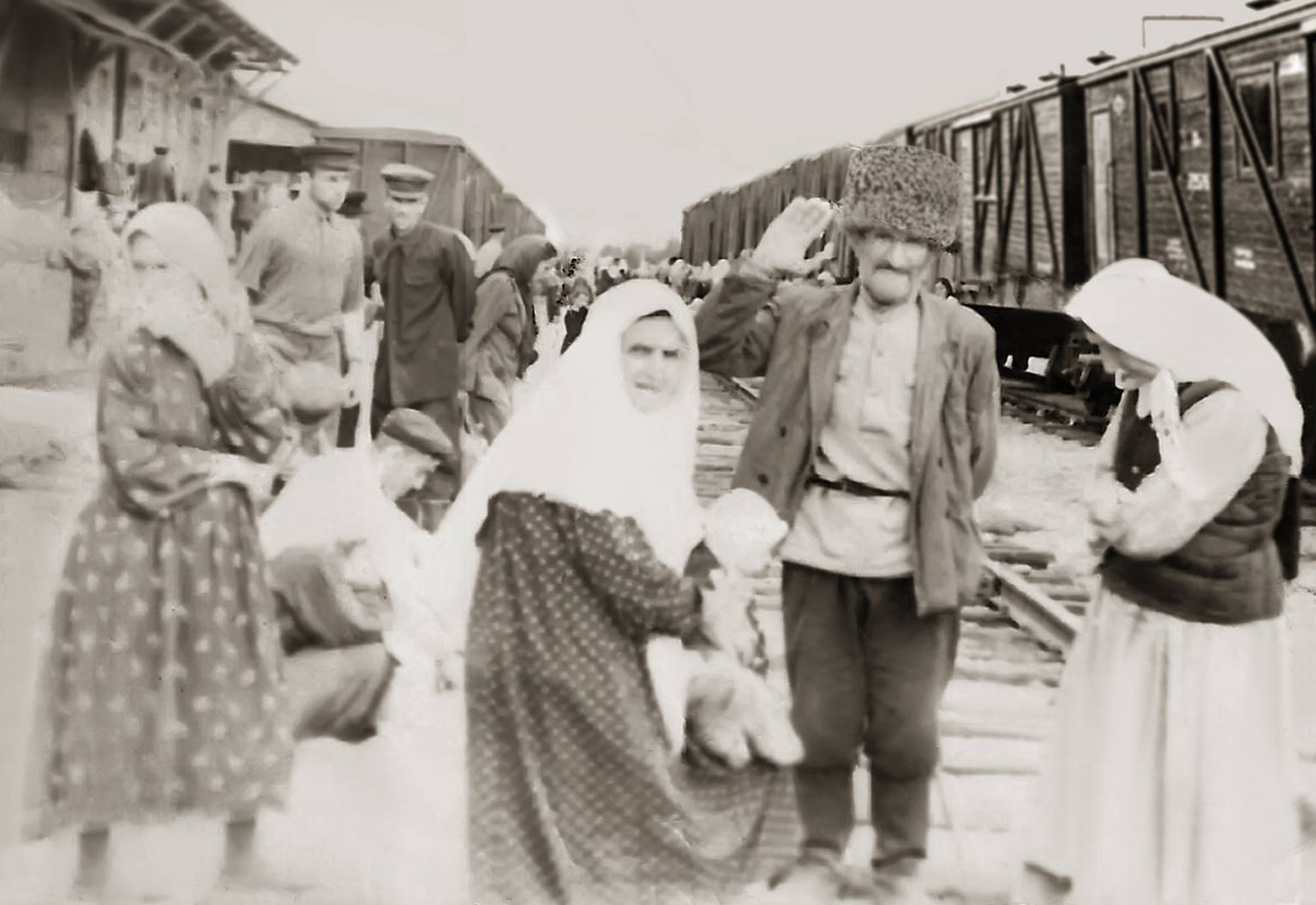
На вокзале города Фрунзе. 1957 год. Жители села Юрт-Аух возвращаются на родину

Восстановление Чечено-Ингушской АССР — процесс восстановления национальной автономии чеченского и ингушского народов после депортации, начатой 23 февраля 1944 года с последовавшей ликвидацией Чечено-Ингушской АССР. В ответ на многочисленные обращения представителей высланных народов, 9 января 1957 года были приняты указы Президиума Верховных Советов СССР и РСФСР, которые запустили процесс восстановления республики. Автономия была воссоздана в несколько изменённых границах, чем имела до её упразднения; в её составе остались переданные в 1944 году из Ставропольского края в Грозненскую область Наурский и Шелковской районы с преобладавшим русским населением, но при этом ей не был возвращён Пригородный район, оставшийся в Северной Осетии. Площадь республики после восстановления составляла 19 300 км². Чечено-ингушскому населению было запрещено проживать в прилегающих к Грузинской ССР южных горных районах республики.
11 февраля 1957 года Верховный Совет СССР утвердил указ своего Президиума от 9 января и вернул в 22 статью Конституции СССР упоминание об автономии.
Из-за непродуманной и непоследовательной реализации постановления, а также сопротивления части партийно-советской номенклатуры в центре и на местах, процесс восстановления затянулся, был сопряжён со многими трудностями и создал новые проблемы. Восстановление республики запустило процесс оттока русского и русскоязычного населения из региона и привело к резкому обострению межнациональных отношений.

## История проблемы
23 февраля 1944 года началась депортация чеченцев и ингушей, которая завершилась 9 марта. Депортация являлась частью политики депортации народов в СССР и была самой крупной операцией такого рода в стране. Депортацию осуществляли примерно 100 солдат НКВД, ещё столько же были приведены в боевую готовность в соседних регионах. В ходе депортации были выселены, по разным оценкам, от 500 до 650 тысяч человек. В 1948 году специальным постановлением Совета Министров СССР было подтверждено, что чеченцы и ингуши депортированы «навечно».
В указе Президиума Верховного Совета СССР от 7 марта 1944 года о ликвидации Чечено-Ингушской АССР, причиной такого решения называлось массовое сотрудничество чеченцев и ингушей с оккупантами во время Великой Отечественной войны. Этот тезис несостоятелен ввиду отсутствия самого факта оккупации бо́льшей части республики — вермахт смог захватить лишь небольшую часть Малгобекского района и был вскоре выбит оттуда. Реальные причины депортации не установлены до сих пор. Кроме того, депортация народов, ликвидация их государственности и изменение границ были незаконными, поскольку не предусматривались ни Конституциями Чечено-Ингушетии, РСФСР или СССР, ни какими-либо другими законными или подзаконными актами. Упразднив Чечено-Ингушскую АССР, сталинский режим не отменил её Конституцию. Юридически автономия чеченского и ингушского народов не была ликвидирована, а была лишь упразднена форма её практического воплощения.
В труднодоступных местах, откуда трудно было провести депортацию, имели место случаи практически поголовного систематического уничтожения целых аулов, — среди стёртых с лица земли вместе с жителями — высокогорные аулы Хайбах, Зумсой и Таргим (впоследствии советская власть вплоть до начала 1990-х годов отрицала не только описываемые преступления, но и факт самого́ существования таких населённых пунктов).
На бывшей территории Чечено-Ингушетии была образована Грозненская область, которая территориально сильно отличалась от автономии, на месте которой она была создана — часть районов Чечено-Ингушетии была передана соседним республикам и областям, и наоборот, некоторый районы соседних административных образований были включены в состав новообразованной области. Грозненская область заселялась переселенцами из центральных районов страны, Грузии, Южной Осетии, Дагестана и других регионов. По мнению историка Александра Некрича, это делалось для того, чтобы, во-первых, «сделать в будущем восстановление Чечено-Ингушской АССР невозможным» и, во-вторых, предотвратить крах её экономики.
Были разграблены мечети и кладбища. Надгробные камни использовались при закладке фундаментов заводов и ферм, прокладке дорог, в качестве бордюров. На площадях Грозного жгли книги на чеченском, ингушском и арабском языках. Из остальных книг вырывались или замазывались страницы с упоминанием коренных народов области. Дирекция республиканской библиотеки с риском для жизни спасла от уничтожения и укрывала до восстановления автономии несколько сотен книг на национальных языках. Улицам, аулам и районам вместо исконных срочно давались русские и осетинские названия. Уничтожению и надругательству подверглись средневековые башенные, культовые и погребальные сооружения в сёлах Эзми, Кяхки, Хамхи, Джейрах, Гарак и целом ряде других.
В ходе депортации и первые годы после неё от голода, холода, болезней и лишений погибли, по некоторым оценкам, 125 тысяч чеченцев и 20 тысяч ингушей.

## Движение за восстановление республики
В Балхашский горком партии были приглашены старики-авторитеты — чеченцы и ингуши. На это собрание был приглашён и я. Нам зачитали Указ от 16 июля 1956 года о снятии со спецучёта и предложили всем присутствующим спецпереселенцам дать расписки в том, что они не будут претендовать на дома и имущество, оставленные во время выселения, а также на прежние места проживания. Мы категорически отказались давать такие расписки, хотя работники КГБ, присутствовавшие здесь, предпринимали отчаянные попытки уговорить нас дать такие расписки. Выйдя из горкома, мы увидели большую толпу собравшихся чеченцев и ингушей… чтобы узнать причину нашего приглашения в горком. Надо отметить, что подобного раньше не случалось… Нас поддержали. Ни один чеченец и ни один ингуш не сказал, что надо бы дать такие расписки.
После смерти Сталина и расстрела Берии в 1953 году у депортированных народов появилась надежда на реабилитацию и возвращение на родину. Известные представители репрессированных народов (писатели, учёные, руководящие работники, отставные офицеры) и простые граждане стали настойчиво обращаться во властные органы со своими просьбами, главной из которых была безотлагательно вернуть депортированные народы и снять с них обвинения в коллаборационизме.
Если во время Великой Отечественной войны руководство страны смогло осуществить депортацию за несколько дней, то процесс реабилитации затянулся на многие годы. Большая продолжительность этого процесса была связана со многими причинами. Одной из причин было то, что твёрдого решения о возвращении чеченцев и ингушей на родину не было вплоть до 1956 года. Лишь после прошедшего в том году XX съезда КПСС стали регулярными заседания Президиума ЦК КПСС, совещания с сотрудниками центральных органов, руководителями республик, краёв и областей, встречи с известными людьми.
Активность проявляли и представители репрессированных народов. В конце мая 1956 года по инициативе известного чеченского лингвиста Юнуса Дешериева и ингушского писателя Идриса Базоркина для подготовки обращения к руководству СССР от имени репрессированных народов и организации встречи с представителями союзной власти в Москве была начата работа по формированию делегации. Однако осуществить идею создания единой делегации депортированных народов не удалось. Поэтому было решено ограничиться делегацией чеченцев и ингушей.
12 июня 1956 года после преодоления всех чинившихся преград делегация была принята в Кремле членом Президиума ЦК КПСС, первым заместителем Совета Министров СССР Анастасом Микояном. Встреча получилась продолжительной. Были обсуждены вопросы положения депортированных народов, необходимость их полной реабилитации и восстановления национальной автономии. Микояну было вручено письмо для передачи фактическому руководителю страны Никите Хрущёву, а также обращение, в котором излагались просьбы разрешить чеченцам и ингушам вернуться на свою историческую родину и восстановить свою национальную автономию. В последующие дни в Москву также прибыли представители других депортированных народов.
12 июня 1956 года первым, получившим официальное разрешение побывать на исторической родине после долгих лет депортации, был общественный деятель Магомед Шатаев. Разрешение было выписано Анастасом Микояном.

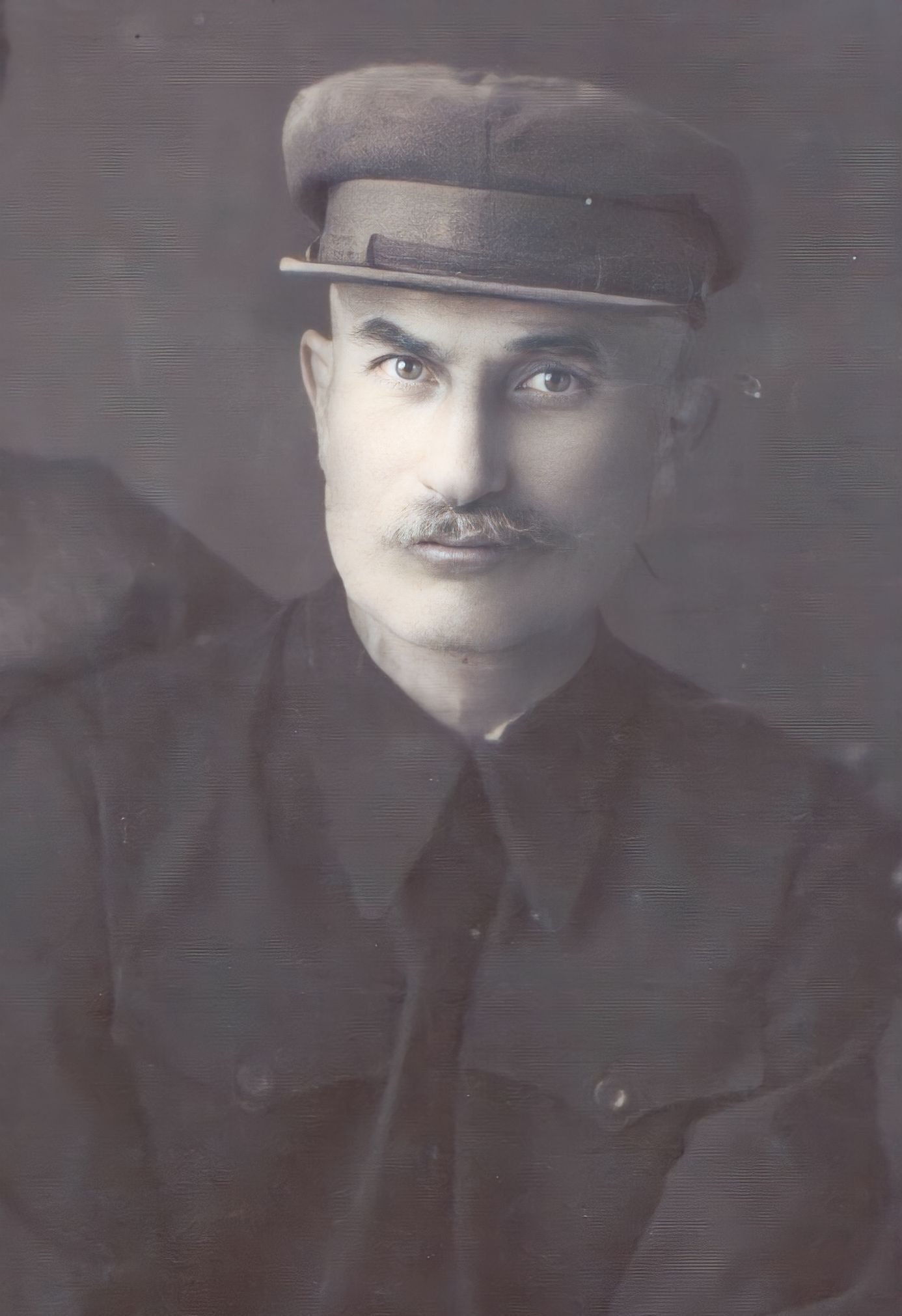
Общественный деятель Магомед Шатаев. Начиная с 1944 года вёл активную деятельность по возвращению чеченцев и ингушей на историческую родину.

Перед государством встала задача, решение которой требовало принятия целого ряда мер. Координация этой работы была возложена на созданную по инициативе Хрущёва комиссию под председательством Микояна.
16 июля 1956 года Президиум Верховного Совета СССР издал Указ «О снятии ограничений по спецпоселению с чеченцев, ингушей, карачаевцев и членов их семей, выселенных в период Великой Отечественной войны», который постановил:
1. Снять с учёта спецпоселений и освободить из-под административного надзора органов Министерства внутренних дел СССР чеченцев, ингушей, карачаевцев и членов их семей, выселенных на спецпоселение в период Великой Отечественной войны.
2. Установить, что снятие ограничений по спецпоселению с лиц, перечисленных в статье первой настоящего Указа, не влечёт за собой возвращение их имущества, конфискованного при выселении, что они не имеют права возвращаться в места, откуда они были выселены.
Такая формулировка фактически подтверждала запрет для депортированных на возвращение на свою родину. Указ вызвал возмущение репрессированных народов и от просьб к руководству страны они перешли к требованиям. Обстановка во многих местах размещения спецпоселенцев стала напряжённой.
Многие простые чеченцы и ингуши, не имевшие представления о тонкостях политической кухни, полагали, что они реабилитированы уже самим решением XX съезда КПСС. Немало семей за бесценок продавало своё жильё и имущество в местах спецпоселения и без всякого разрешения властей возвращалось на родину. Это приводило к осложнению обстановки на местах. Попытки властей пресечь самодеятельный переезд и вернуть спецпоселенцев не всегда оказывались успешными.
Решение о восстановлении национальной автономии было продиктовано в значительной степени в анализом властью обстановки в местах проживания чеченцев — самого многочисленного из депортированных народов, который своими демонстративными действиями показал необратимость процессов реабилитации. Абдурахман Авторханов, Идрис Базоркин, Магомед Шатаев, Мовлади Висаитов, Муслим Гайрбеков, Юнус Дешериев, Дзияудин Мальсагов, Халид Ошаев и другие представители чеченского и ингушского народов с помощью известных представителей других народов последовательно преодолевали препятствия на пути к восстановлению справедливости, доводя до широких масс населения информацию о чаяниях своих народов.

Возвращение чеченцев и ингушей на родину

14 ноября 1956 года Президиум ЦК КПСС принял постановление о восстановлении национальной автономии депортированных народов. В документе говорилось:
… Массовое выселение целых народов не вызывалось необходимостью и не диктовалось военными соображениями, а было одним из проявлений чуждого марксизму-ленинизму культа личности, грубым нарушением принципов национальной политики нашей партии.
Предпринятые прежде меры в постановлении были признаны недостаточными:
Во-первых, они не решают задачи полной реабилитации необоснованно выселенных народов и восстановления их равноправия среди других наций Советского Союза. Во-вторых, при большой территориальной разобщённости и отсутствии автономных объединений не создаётся культуры, а, напротив, возникает опасность захирения национальной культуры. В-третьих, нельзя не учитывать и того факта, что в последнее время, особенно после снятия калмыков, карачаевцев, балкарцев, чеченцев и ингушей со спецпереселения, среди них всё более усиливаются стремления к возвращению в свои родные места и восстановлению национальной автономии.
Были утверждены проекты указов о восстановлении автономий чечено-ингушского, калмыцкого, карачаевского и балкарского народов. Комиссии Микояна было поручено совместно с руководством Грозненской области и прилежащих территорий и представителями чеченского и ингушского народов внести на рассмотрение ЦК КПСС предложения по территории Чечено-Ингушской АССР. Для осуществления программы восстановления ЧИАССР были установлены более длительные сроки, чем для других автономий — 1957—1960 годы.
Первоначально как один из вариантов решения проблемы предлагалось создание чечено-ингушской автономии на территории Казахстана и Средней Азии. «Однако чеченцы и ингуши отнеслись к этому крайне отрицательно. Ими было заявлено, что здесь они не останутся и рано или поздно все вернутся в свои родные места — на Северный Кавказ, где веками жил их народ». Та же мысль была высказана группой коммунистов-вайнахов, приглашённых в начале декабря 1956 года в Отдел партийных органов ЦК КПСС по РСФСР, которые категорически отвергли идею восстановления республики вне пределов прежней территории, что являлось, по их мнению, «неполной реабилитацией». Вновь прибывших на их родину они предлагали не переселять. Горцы высказали уверенность, что можно «дружно жить и работать вместе с проживающим там населением».

## Восстановление автономии

### Социально-территориальные изменения

Грозненская область.

За время отсутствия коренного населения значительная часть территории Чечено-Ингушетии была передана соседним национально- и административно-территориальным образования. Практически все населённые пункты были переименованы.
За тот же период на территорию Грозненской области из различных районов страны прибыло 78,5 тысяч человек. На территорию бывшей Чечено-Ингушской АССР, включённую в состав Дагестанской АССР — 45,9 тысячи человек из горных районов Дагестана. В районы, переданные Северной Осетии — 55 тысяч человек, в том числе 26 тысяч осетин из высокогорных районов Юго-Осетинской автономной области, 15 тысяч человек из Северной Осетии и 14 тысяч из других районов страны.
9 января 1957 года Президиум Верховного Совета СССР издал Указ «О восстановлении Чечено-Ингушской АССР в составе РСФСР». Однако территория восстановленной республики претерпела сильные изменения. Первоначально планировалось отселить из чеченских и ингушских селений лишь несколько десятков тысяч дагестанцев, осетин и грузин из общего количества 70-80 тысяч человек. Русские же переселенцы должны были остаться на месте. По этой причине с учётом возвратившихся чеченцев и ингушей население республики должно было возрасти до 1 млн человек. Под тем предлогом, что оставаясь в прежних границах республика не сможет обеспечить своё поголовье скота кормами, было решено сохранить в составе республики Каргалинский, Шелковской и Наурский районы. Реальной причиной этого решения было стремление сохранить численное преобладание русского населения над горским. Кроме того, терские районы были экономически связаны с Грозным.
Площадь терских районов составляла 27 % общей территории восстановленной республики (5000 км² из 19 300). Однако прирост произошёл за счёт полупустынь Бурунной степи, где пригодной для земледелия была только узкая полоска земли вдоль Терека (примерно 1000 км²). Из прежних земель республики в пользу Северо-Осетинской АССР было изъято 1600 км² чернозёмных территорий Пригородного района.
Территория Северной Осетии выросла за счёт земель депортированных народов вдвое. Однако руководство Северной Осетии сумело добиться передачи не только Пригородного района (что обосновывалось его хозяйственной «привязанностью» к Орджоникидзе), но и части территории Назрановского и Малгобекского районов Чечено-Ингушетии (что оправдывалось необходимостью прямого сообщения между основной территорией Северной Осетии и переданным ей из состава Ставропольского края Моздокским районом).
В составе воссозданной республики было организовано 17 районов, при том, что до депортации их было 24. Сокращение числа районов произошло за счёт укрупнения сельских районов. Например, в состав нового Советского района вошли прежние Шатойский, Чеберлоевский, Шаройский, Итум-Калинский районы.

### Возвращение депортированных

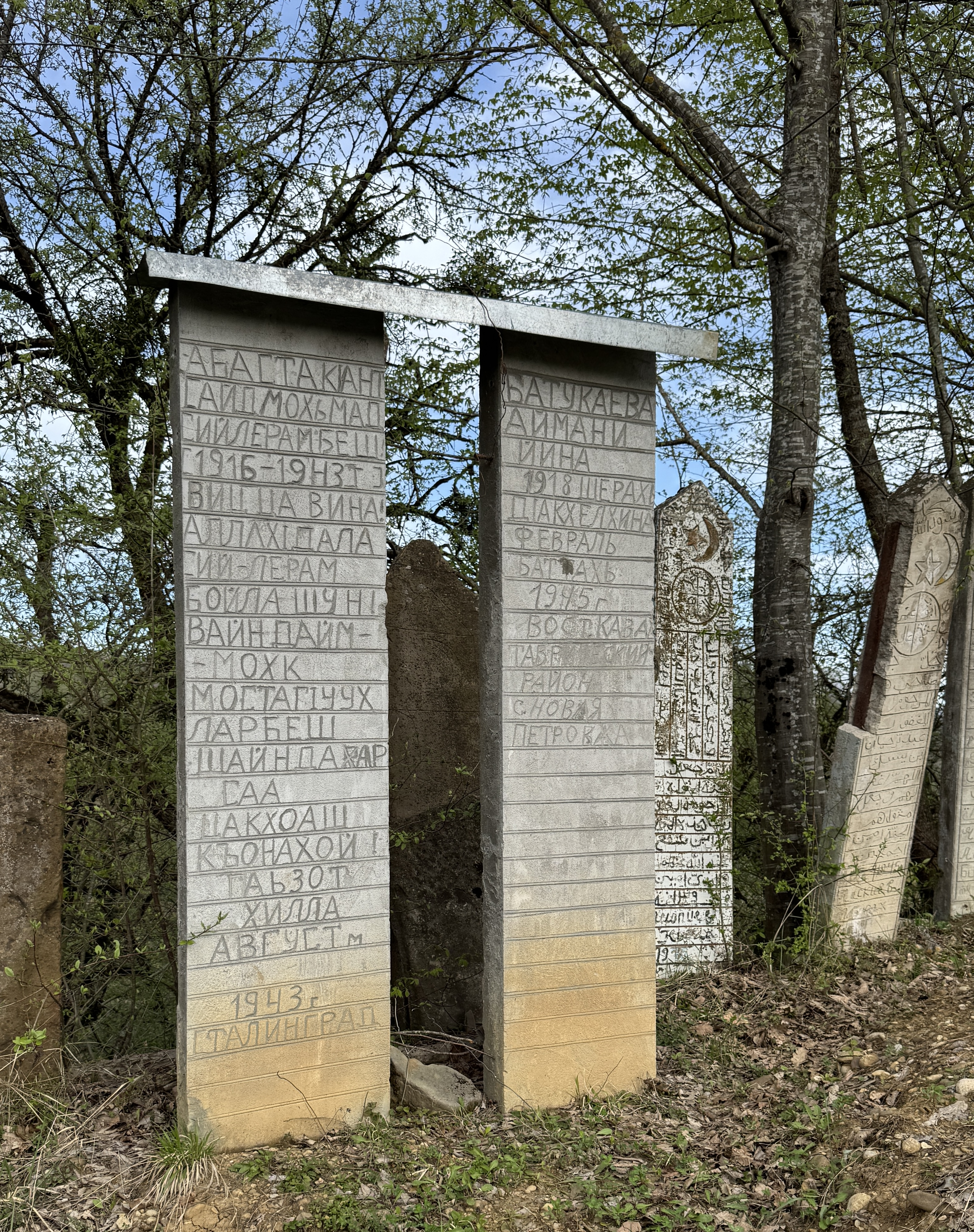
Перезахороненные останки, привезённые из Казахстана, в селе Ца-Ведено.

Переселение должно было происходить по специальным разрешениям местных органов МВД и Организационного комитета Чечено-Ингушской АССР. Главой оргкомитета был назначен Муслим Гайрбеков. Гайрбеков с 1957 до своей смерти в 1971 году исполнял обязанности председателя Совета Министров Чечено-Ингушской АССР.
В начале 1957 года чеченцы и ингуши в стали массово продавать свои домовладения в местах спецпоселения. До половины чеченцев и ингушей уволились с работы. Всё это свидетельствовало о готовности людей к немедленному возвращению на родину. Однако местные советские и партийные элиты отстаивали собственные интересы и при этом пользовались поддержкой части центрального государственного аппарата. Под различными предлогами противники восстановления автономии всячески препятствовали возвращению депортированных. В Чечено-Ингушетии и вокруг неё были созданы многочисленные милицейские и воинские кордоны. Например, однажды сотни семей, самовольно выехавших на родину из Караганды, были возвращены назад. Это привело к стихийным собраниям чеченцев и ингушей на местном железнодорожном вокзале и возле здания местного обкома, что вызвало большой переполох.
В соответствии с принятым в феврале 1957 года Советом Министров РСФСР планом, в 1957 году планировалось переселить 17 тысяч семей (80 тысяч человек). Однако до конца года прибыло 48 тысяч семей (около 200 тысяч человек).

### Саботаж властей
Верхушка партийного и советского руководства Грозненской области пыталась сорвать восстановление автономии, в крайнем случае — сделать чеченцев и ингушей меньшинством в восстановленной республике. В 1920—1930-е годы из-за исключительного значения нефтяной промышленности Грозного и численному преобладанию городской партийной организации (почти исключительно русской по составу), высшие партийные должности в республике занимали русские коммунисты, направлявшиеся из центра и лишь формально одобрявшиеся пленумом местного обкома партии. В восстановленной республике чеченцы и ингуши должны были составлять меньше половины населения, что гарантировало доминирование партийно-советской номенклатуры. Однако эта позиция разделялась не всеми. Немало честных коммунистов требовало восстановления исторической справедливости. Например, председатель Грозненского облисполкома Коваленко настаивал на возвращении всех ссыльных и восстановлении Чечено-Ингушской АССР.
Руководство Казахской ССР также пыталось помешать возвращению спецпереселенцев. Причиной этого желания был острый дефицит рабочей силы в республике. Другой причиной было обращение руководства Чечено-Ингушетии с просьбой задержать возвращение депортированных. Поэтому они не скупились на обещания трудоустройства, выделения домашнего скота, участков под строительство домов, банковских ссуд. С этой же целью предлагались различные варианты создания вайнахской автономии в Средней Азии, например, на границе Казахстана и Китая. Это пытались обосновать тем, что вайнахи уже обжились на новом месте, их прежняя родина заселена вновь прибывшими и т. д.
Одной из мер, предпринятых, чтобы помешать возвращению спецпереселенцев, было создание милицейских кордонов. Министр внутренних дел СССР Николай Дудоров 9 апреля 1957 года докладывал секретарю ЦК КПСС Николаю Беляеву:
В результате принятых мер дорожными отделами милиции при помощи территориальных учреждений внутренних дел к утру 8 апреля неорганизованное передвижение чеченцев и ингушей по железным дорогам было прекращено. За 5, 6 и 7 апреля на Казанской, Куйбышевской, Уфимской, Южно-Уральской, Оренбургской, Ташкентской, Ашхабадской и некоторых других дорогах в поездах было выявлено и задержано 2139 человек.
Судя по ходу событий, оппозиционные Хрущёву высшие партийные и государственные лица поддерживали группировки, пытавшиеся сорвать процесс восстановления республики. Участник гражданской войны в Чечне, писатель и правозащитник Алексей Костерин писал, что правящие круги Грозненской области занимались явным саботажем распоряжений ЦК КПСС: они почти ничего не делали для размещения возвращавшихся на родину. Проживавшие в чеченских сёлах люди не были своевременно отселены. После возвращения первой волны спецпереселенцев это вызвало резкое обострение межнациональных отношений. При этом руководство обкома партии самоустранилось от решения возникающих проблем:
Всё велось и ведётся так, чтобы вызвать эксцессы со стороны изгнанников и против партийно-советских организаций, и против тех, кто заселил их селения — осетин, грузин, аварцев, русских. Эти эксцессы были, есть и, к сожалению, будут, если не изменится позиция и тактика обкома…
Василий Фёдорович Русин, занимавший ответственные посты в Чечено-Ингушетии и Грозненской области, писал:
С первых же минут, как только их нога ступала на родную землю, у них начинались проблемы. В республике не было сделано ничего для того, чтобы организованно принять возвращающееся население. Отношение к нему было откровенно недружелюбное.
Переселённые в 1944 году в республику представители других национальностей жили почти исключительно в домах ссыльных. Возвращавшиеся требовали хотя бы крыши над головой. Это приводило к конфликтам, приобретавшим, по воле местных властей, межнациональный характер. Если же вновь прибывших и размещали, то старались расселять их не там, где они жили раньше. Руководители местных предприятий не хотели брать на работу чеченцев и ингушей и эта их политика пользовалась поддержкой местных властей. В Москву посыпались жалобы чеченцев и ингушей о своём бедственном положении.

### Обезлюдение горных районов
Местные власти решительно воспротивились восстановлению горных сёл и хуторов. Значительная часть депортированных была направлена для расселения в Наурский и Шелковской районы. Вероятно, власти считали, что оказавшись в положении национального меньшинства, горцы будут более управляемы. В начале 90-х годов осетинская сторона выдвинула версию о том, что «вместо Пригородного района» в состав восстановленной Чечено-Ингушетии в 1957 году были включены Наурский и Шелковской районы Ставропольского края (до 1957 года эти районы входили в состав Грозненской области). Однако передача этих районов Чечено-Ингушетии не могло компенсировать утрату Пригородного района, так вновь обретённые территории не могли решить территориальных проблем ингушского народа.
Горцам было запрещено селиться в Чеберлоевском, Шаройском, Галанчожском, большей части Итум-Калинского и Шатойского горных районов. Их дома взрывались и сжигались, мосты и тропы разрушались. Представители КГБ и МВД силой изгоняли тех, кто вернулся в родные аулы. До выселения в указанных районах проживало до 120 тысяч человек.
Репатрианты расселялись подальше от гор: в новых совхозах, рабочих посёлках, фермах, разбросанных по всей территории республики, главным образом в терских казачьих районах. Для расселения выбирались засушливые, нездоровые, отдалённые от райцентров и городов места. Создавались условия для культурной и языковой ассимиляции горцев: преподавание велось только на русском языке, руководителями районов, хозяйств и станичных советов оставались исключительно русские.

### Исход переселенцев
Несмотря на усилия властей, переселенцы, населившие республику за время отсутствия коренного населения, стали массово покидать её. Осетинское население осталось в ингушских сёлах Пригородного района, а власти Дагестана предприняли все усилия чтобы помешать исходу дагестанцев из чеченских сёл Хасавюртовского района. Власти Северной Осетии сделали всё возможное, чтобы помешать возвращению ингушей в Пригородный район. Власти же Дагестана, не препятствуя возвращению чеченцев-аккинцев, стремились не допустить восстановления чеченского Ауховского района. С этой целью вернувшимся не позволяли селиться в своих домах, а расселяли мелкими группами в Хасавюртовском, Бабаюртовском, Кизилюртовском, Новолакском и Казбековском районах. Также специально для приёма чеченских семей в Хасавюрте были построены четыре новых посёлка.
Из 21 тысячи депортированных из Дагестана к весне 1958 года вернулось на родину 9 тысяч человек. В 1957—1958 годах ими было получено в качестве единовременных пособий 475 тысяч рублей, а также кредиты на строительство (10 тысяч рублей на семью), ремонт домов и приобретение скота и двухлетнее освобождение от основных государственных налогов. Дагестанские власти просили отложить возвращение оставшихся аккинцев хотя бы до 1959 года в связи с трудностями по их размещению. Трудности, вызывавшие недовольство чеченцев, имели причиной именно политику местных властей, вынуждавших их расселяться среди дагестанцев в трёх-четырёх районах. Эта политика стала причиной массовых беспорядков в Хасавюрте в 1964 году, и позднее в 1976, 1985 и 1989 годах.

### Размещение в пределах Грозненской области
Возвращение на родину было сопряжено с массой злоупотреблений со стороны властей. В частности, сами члены Организационного комитета зачастую вымогали взятки за пропуска, дающие право вернуться на родину. Несмотря на все препятствия, по оценкам властей, к середине 1957 года вернулись домой 120 тысяч депортированных. Это стало причиной оттока из чеченских сёл некоренного населения. Несмотря на усилия властей, из Чечено-Ингушетии уехали 36 тысяч русских. Значительную часть этих людей приняли у себя сельские районы Ставропольского края, имевшего избыток сельскохозяйственных земель. Более 2500 русских семей переселились в казачьи станицы Наурского и Шелковского районов. 26 тысяч осетин и 46 тысяч дагестанцев вернулись в свои республики. В Шатойском районе, в котором чеченцам жить было запрещено, в селе Кенхи остались жить несколько тысяч аварцев.
Репатриантов в Грозном встречали войска и милиция. Депортированные делали всё возможное, чтобы вернуть свои родные дома и земельные участки. Из-за безразличия властей эта проблема была пущена на самотёк. Чеченцам и ингушам зачастую приходилось выкупать свои дома у новых хозяев. В отдельных случаях, когда новые владельцы отказывались продавать имущество, они добивались своего с помощью угроз. Источники тех лет говорят о желании горцев восстановить в местах своего проживания право частной собственности на землю. Поэтому они стремились вытеснить из мест своего проживания некоренное население. Большое число участков, находившихся до выселения в собственности чеченцев и ингушей, оказались присвоены государственными учреждениями и организациями. По этой причине летом 1958 года прокуратура республики зафиксировала большое число самовольных захватов репатриантами колхозных и совхозных земель. В ряде случаев были отмечены угрозы в адрес лиц, пытавшихся воспрепятствовать возвращению участков прежним хозяевам.
Вследствие взаимных провокаций и при полном попустительстве республиканских властей за 1957 год из республики уехало более 113 тысяч представителей некоренного населения.

### Массовые беспорядки в Грозном
Массовое возвращение чеченцев и ингушей, не имевшее должного организационного обеспечения и саботируемое местной властью, приводило к возникновению напряжённости, ссорам, скандалам и дракам, росту преступности. В 1958 году в Грозном произошли массовые беспорядки, продолжавшиеся несколько дней. Поводом для них послужило убийство молодого русского парня, произошедшее на фоне обострившейся межнациональной напряжённости. Случившееся было использовано шовинистически настроенными представителями местного партийного руководства и спецслужб, стремившимися сорвать процесс восстановления автономии. Массовая (до 10 тысяч человек) античеченская демонстрация и митинг в центре Грозного переросли не только в чеченский погром, но и в антисоветское выступление. В его ходе были захвачены некоторые партийные и государственные здания, а также почта и вокзал.
Руководство местного отделения КГБ во главе со Шмойловым распространяло слухи о мести чеченцев и пресекало попытки войск и милиции успокоить толпу. Среди манифестантов были замечены некоторые ответственные партийные работники и члены их семей. Партийных и советских функционеров, пытавшихся остановить митингующих, силой заставляли стоять в почётном карауле у гроба погибшего. Требования митингующих состояли в немедленной повторной депортации чеченцев и ингушей, восстановлении Грозненской области и введении жёстких ограничений (не более 10 %) на поселение в ней горцев.
Через несколько дней в Грозный были введены войска Северо-Кавказского военного округа, подавившие волнения. Наиболее активные участники беспорядков были преданы суду и осуждены на различные сроки (от года условно до 10 лет лишения свободы). На состоявшемся впоследствии заседании партийного актива местные руководители пытались приуменьшить серьёзность произошедших событий. Однако, член Президиума ЦК КПСС Николай Игнатов резко отреагировал на подобные попытки: «Вас бы вздёрнули через пару дней на фонарных столбах, как в Венгрии, если бы не меры, принятые ЦК КПСС». Некоторые партийные и советские работники среднего звена были освобождены от своих должностей. При этом, первый секретарь обкома партии Александр Яковлев не понёс наказания, а вскоре был переведён на работу инспектором ЦК КПСС.

### Завершение возвращения
Беспорядки в Грозном не отразились на темпах возвращения чеченцев и ингушей. Оно в основном завершилось к концу 1961 года. К этому времени вернулись на родину 356 тысяч чеченцев и 76 тысяч ингушей. Из общего числа вернувшихся только 73 тысячи смогли поселиться в собственных или вновь приобретённых домах. В 1939 году доля вайнахского населения составляла 58,4 %. Из-за сдвига границ, изменения расселения народов и других причин, к 1961 году их доля снизилась до 41 % населения.
Кандидат исторических наук Саид-Магомед Хасиев вспоминал:
…Из депортации наша семья вернулась в родные места в июне 1957 года, как оказалось, без необходимых бумаг. Перед этим два года кочевали из района в район, из села в село, так как махнули на все нажитое рукой и пытались любыми способами выехать на Кавказ. Поэтому 7-й класс я не закончил.
Ехали в товарных вагонах. На каждой станции следования к нам присоединялись возвращающиеся домой чеченцы. По этой причине в Кызыл-Орде для меня не оказалось места в вагоне, и мы, молодые, перебрались на платформу, где стояли две легковушки. И там нам тоже места не хватило: пришлось устроить «вахту». Мы постоянно спрашивали: «Когда же покажется Кавказ?». Нам отвечали: «Скоро!»
И вот мы на родине! Было послеобеденное время, когда по всему железнодорожному составу об этом громко объявили.
Родной ландшафт не изменился. Молодые люди, закрыв глаза рукой, шарили взглядом по горизонту, высматривая чудо дивное — Кавказ. А в реальности мы увидели… сорное растение – бузину, которая привела в умиление старшее поколение.

Растение росло по обе стороны железнодорожной колеи. Один вид родной бузины вызвал глубокие эмоции у людей. Никогда в своей жизни я больше не видел такого количества мужчин, рыдающих навзрыд, не пряча слез…

### Обустройство репатриантов
Вопросы обустройства возвращающихся решались властью в последнюю очередь. 12 апреля 1957 года Советом Министров РСФСР было принято решение выделять для возвращающихся кредит под строительство до 10 тысяч рублей (1 тысяча рублей в ценах 1961 года) с погашением в течение 10 лет. Селившимся в домах, подведомственных колхозам, совхозам и предприятиям выделялся кредит в 3000 рублей. Однако чтобы получить кредит нужно было получить поручительство организации (а для этого надо было устроиться на работу) и собрать массу справок. Однако и при выполнении этих требований получение кредита было проблематичным: в республику не были переведены деньги на указанные цели. Поэтому кредиты смогли получить очень немногие. Кроме того, в этой сфере было много хищений.
Государственные предприятия за 1957 год за свой счёт построили для переселенцев 682 дома. Чеченцы и ингуши либо построили за свой счёт новые дома, либо восстановили ветхие. К 1963 году практически все семьи переселенцев имели жильё.

### Формирование органов власти
В начале 1958 года в республике проживало 200 тысяч чеченцев и ингушей. ЦК КПСС и Президиум Верховного Совета СССР сочли целесообразным начать формирование органов власти. 16 марта были проведены выборы в Верховные Советы Чечено-Ингушской АССР и СССР. В выборах приняли участие 410 883 человек или 99,98 % избирателей. Депутатами стали 52 русских, 51 чеченец и ингуш и 13 представителей других национальностей. Было восстановлено действие Конституции Чечено-Ингушской АССР 1938 года, однако в текст были внесены небольшие изменения. Организационный комитет по восстановлению Чечено-Ингушской АССР в связи с исчерпанием своих обязанностей был расформирован.
15 апреля 1958 года началась работа первой сессии Верховного Совета ЧИАССР. Были сформированы высшие органы государственной власти и управления республики. Председателем Верховного Совета ЧИАССР стал И. А. Алмазов, его заместителями Е. А. Изварина и А. В. Тепсаев, секретарём — М. И. Комаров. Председателем Совета Министров ЧИАССР стал М. Г. Гайрбеков.

## Влияние восстановления ЧИАССР на историографию региона
В период отсутствия ингушей и чеченцев на своей родине — в 1940—1950-х годах — советские археологи не могли использовать местные этнические названия для средневековых памятников ЧИАССР. Исследователи были вынуждены описывать памятники как варианты аланской или алано-хазарской культур, и связывали с ними не только катакомбные захоронения, но и погребения XIII—XIV веков в каменных ящиках, явно принадлежавшие вайнахам. Такой подход в историографии имел далеко идущее влияние на северокавказскую политику — археологические памятники приписывались только аланам, лишая ингушей и чеченцев истории и легитимизировали в будущем передачу осетинам вайнахских земель, включая Пригородный район.
В период восстановления ЧИАССР были инициированы процессы по восстановлению национальных научных и образовательных учреждений республики. Так, 7 июня 1957 года, был восстановлен Чечено-Ингушский НИИ, сотрудники которого в достаточно сложных условиях начали навёрстывать время, упущенное на изучение археологии и истории ЧИАССР. В первом же издании ЧИНИИ заявлялась актуальная тогда задача — написание истории «чечено-ингушского народа». Ещё одной важной задачей ингушских и чеченских исследователей, для нормального существования в рамках идейных установок СССР, было «смыть клеймо предателей» со своих народов и доказать лояльность советской власти.

## Юридическая реабилитация
14 ноября 1989 года была принята Декларация Верховного Совета СССР «О признании незаконными и преступными репрессивных актов против народов, подвергшихся насильственному переселению, и обеспечении их прав», согласно которой были реабилитированы все репрессированные народы, признаны незаконными и преступными репрессивные акты против них на государственном уровне в виде политики клеветы, геноцида, насильственного переселения, упразднения национально-государственных образований, установления режима террора и насилия в местах спецпоселений.
26 апреля 1991 года был принят Закон РСФСР о реабилитации репрессированных народов, который признал депортацию народов «политикой клеветы и геноцида». Помимо всего прочего закон признавал право репрессированных народов на восстановление территориальной целостности, существовавшей до антиконституционной политики насильственного перекраивания границ, на восстановление национально-государственных образований, сложившихся до их упразднения, а также на возмещение ущерба, причиненного государством.
26 февраля 2004 года Европейский парламент также признал факт депортации чеченцев и ингушей актом геноцида.